# Georg Friedrich Richter
Georg Friedrich Richter (* 26. Oktober 1691 in Schneeberg; † 23. Juni 1742 in Leipzig) war ein deutscher Mathematiker und Politikwissenschaftler.

## Leben
Georg Friedrich war der Sohn des ersten Pfarrers in Schneeberg und späteren Superintendenten in Reichenbach/Vogtl. Georg Richter (1658–1737) und dessen erster Frau Johanna Maria (begr. 26. Dezember 1706), die Tochter des Zeugleutnants in Dresden Georg Pinckert. Nach anfänglichem Unterricht durch Privatlehrer besuchte er die Schule seiner Geburtsstadt. Von dort wechselte er 1703 an das Gymnasium in Plauen und begann 1708 ein Studium an der Universität Leipzig. Hier waren Johann Schmid (1649–1731), Johann Olearius (1639–1713), Gottfried Olearius (1672–1715), Johann Georg Abicht, Johann Christian Lehmann (1675–1739), Ulrich Junius (1670–1726), Gottlob Friedrich Jenichen (1680–1735) und Heinrich Benedict Starcke (1672–1727) seine Lehrer.
1709 erwarb er den akademischen Grad eines Magisters. 1709 wechselte er an die Universität Altdorf, wo er theologische Vorlesungen bei Christoph Sonntag (1654–1717) und Gustav Georg Zeltner (1672–1738) besuchte. Zurückgekehrt nach Leipzig, bemühte er sich um eine Stelle an der philosophischen Fakultät, wozu er bereits 1712 disputierte und schließlich 1714 Beisitzer der philosophischen Fakultät wurde. Schließlich kam er mit Andreas Rüdiger (1673–1731) in Kontakt, der ihn für seine mathematischen Vorlesungen einspannte.
Als er auf dem Mathematischen Gebiet auch einige Schriften verfasst hatte, geriet er mit dem Italiener Giovanni Rizzetti (1675–1751) über die Gesetze der Optik von Isaac Newton aneinander. Auch hatte sich Richter mit dem Ursprung von Donner und Blitzen beschäftigt. Schließlich wurde er 1726 außerordentlicher Professor der Mathematik, wurde am 18. Dezember 1730 mit dem akademischen Beinamen Nicetas Mitglied (Matrikel-Nr. 419) der kaiserlichen Akademie der Leopoldina und erhielt 1735 die ordentliche Professur der Ethik und Politik in Leipzig. 1739 wurde er Kollegiat am kleinen Fürstenkollegium. Im Sommersemester 1739 war er Rektor der Alma Mater, 1740 Prokanzler und 1741 Dekan der philosophischen Fakultät.

## Familie
Am 30. September 1737 heiratete er Johanna Sophia († 5. Februar 1739), die Tochter des Leipziger Theologen Christian Friedrich Börner. Diese verstarb jedoch bei der Geburt der Tochter Friedricke Sophie. Daraufhin vermählte er sich am 2. Februar 1740 in Merseburg mit Auguste Gertrud, der Tochter des königlich polnischen, kurfürstlich sächsischen Hofrats August Leidenfrost. Mit ihr hatte er den Sohn Georg August.

## Werke
Richter veröffentlichte Abhandlungen in den Acta Eruditorum und anderen Leipziger Wissenschaftsjournalen. Als eigenständige Werke erschienen, sind folgende bekannt:
- Disp. De Chald. & Rabb. Leipzig 1710.
- Disp. Theol. De concurso Dei ad pravos hominum actus. Altdorf 1711.
- Diss. In Matth. XXXIV. 3. Leipzig 1712.
- Disp. Philos. De Sectionibus in infinitum alternatis. Leipzig 1712.
- Disp. Philos. De vera cogitandi ratione. Leipzig 1713.
- Comment. Epist., ad Jo. Frid. Akkermanum, de sole, quod caloris vulgo tributi caussa nin sit. Leipzig 1715.
- Objectiones contra Ridigeri Physicam. Leipzig 1717.
- Salv. Russi de terrae. Mortu Panormitatio. Leipzig 1717.
- Programm de magnitudine & figura telluris. Leipzig 1726.
- Kunst und Naturlexicon. Leipzig 1727, 1731.
- Disp. Philos. De Libertate & caussarum nexu. Leipzig 1728.
- Disp. Philos. De machina et spiritu. Leipzig 1730.
- Programma de virtunte hominum morali placita philosophorum exponens. Leipzig 1735.
- Oratio de vera virtutis indole et praestantia. Leipzig 1735.